# Alan Ball (fotbollsspelare)
Alan Ball, Alan James Ball Jr., född 12 maj 1945 i Farnworth, Lancashire, död 25 april 2007 i Warsash, Hampshire, var en engelsk fotbollsspelare och tränare som firade sin storhetstid under 1960- och 70-talen.
Ball var en rödhårig och ettrig mittfältare med precisa passningar i Everton under senare hälften av 1960-talet. Han var även en viktig kugge i det engelska landslag som blev världsmästare 1966.
Karriären inleddes i Blackpool 1962 och Ball gjorde landslagsdebut som 19-åring i maj 1965. Efter VM-succén 1966 värvades han av Everton för 110 000 pund. Med Everton blev Alan Ball ligamästare 1970. I december 1971 köptes han av Arsenal FC för rekordsumman 220 000 pund. Efter fem år på Highbury flyttade Alan Ball till sydkusten och division-2-laget Southampton. Ball lyckades föra upp Southampton i division 1 och drog 1980 över Atlanten för att spela i Vancouver Whitecaps i den nordamerikanska proffsligan NASL. Det blev bara en kortare vistelse i Nordamerika innan han kom hem till England för att bli spelande tränare i Blackpool. Inte heller i Blackpool blev han särskilt långvarig. Alan Ball blev erbjuden att återuppta spelarkarriären i Southampton, där han kom att spela tillsammans med bland andra Kevin Keegan.
Spelarkarriären avslutades i Bristol Rovers säsongen 1983/84, efter att ha återkommit till England efter en säsong i Hongkong. Under 1980- och 90-talen var Alan Ball tränare i ett flertal klubbar, däribland Portsmouth, Stoke City och Manchester City.
Ball hedrades dagen efter sin bortgång i samband med semifinalen i Champions League mellan Chelsea FC och Liverpool FC.